# Lajos Lázár
Lajos Lázár, o Ludovic Lazar (Nagybánya, 2 dicembre 1885 – Budapest, 2 giugno 1936), è stato un regista ungherese.
Si firmò anche come Dr. Lázár Lajos.

## Biografia
Nato a Nagybánya, città rumena della Transilvania (all'epoca appartenente all'Impero austro-ungarico, attualmente Baia Mare in Romania), Lajos Lázár era parte della forte comunità ungherese della città.
Lázár diresse una ventina di film dal 1917 al 1933. Lavorò saltuariamente anche come sceneggiatore, direttore di produzione e scenografo. Nel 1931, diresse A kék bálvány, il primo film sonoro ungherese.
Kísértetek vonata, interpretato da Marika Rökk, fu il suo ultimo film. Morì a Budapest il 2 giugno 1936 all'età di cinquant'anni.

## Filmografia

### Regista
- A dollárnéni (1917)
- Tüzpróba (1918)
- Tájfun (1918)
- Selim Nuno, a börzecézár (1918)
- Páris királya (1918)
- Öszi vihar (1918)
- Jobbra én, balra te (1918)
- Jeruzsálem (1918)
- Gül Baba (1918)
- Drótostót (1918)
- Bob herceg (1918)
- Az isten fia és az ördög fia (1918)
- Az impresszárió (1918)
- Uriel Acosta (1919)
- Tegnap (1919)
- Az ördög hegedüse (1920)
- Rabmadár, co-regia di Paul Sugar (1929)
- Élet, halál, szerelem (1929)
- A kék bálvány (1931)
- Kísértetek vonata (1933)

### Scenografo
- Trenul fantoma, regia di Jean Mihail (1933)

### Direttore di produzione
- Hyppolit, a lakáj, regia di Steve Sekely (1931)

### Sceneggiatore
- Rabmadár, regia di Lajos Lázár e Paul Sugar (1929)